# Speak Now
Speak Now — третій студійний альбом американської кантрі-поп-співачки Тейлор Свіфт. В Штатах вийшов 25 жовтня 2010. Платівка дебютувала на перше місце чарту Billboard 200. Всього було продано 1,047,000 копій за перший тиждень від випуску. Всі 14 пісень з альбому увійшли в сингловий хіт-парад Billboard Hot 100. Провідними синглами платівки стали пісні «Mine», «Back to December», «Mean», «The Story of Us», «Sparks Fly» та «Ours».
Після виходу альбому Свіфт розпочала світове турне Speak Now, яке продовжувалося з лютого 2011 року по березень 2012 року й відвідала Азію, Європу, Північну Америку та Австралазію.

## Запис й тексти пісень
Усупереч гастрольному графіку, Свіфт написала свій третій альбом сама:
|  | Я отримувала свої найкращі ідеї о 3:00 ночі в Арканзасі, і у мене у цей раз не було співавтора. Це відбулося знову в Нью-Йорку, потім знову в Бостоні й Нашвіллі. |

Всі пісні Тейлор присвятила певним людям, здебільшого тим, з ким вона раніше була в романтичних стосунках. І хоча Свіфт було цікаво почути відгуки цих людей, вона публічно не називала їх імен і вірила, що вони самі це зрозуміють. Проте вона розповіла, що пісня «Innocent» була присвячена Каньє Весту, який перервав її вітальну промову на церемонії вручення нагород MTV Video Music Awards у 2009 році.

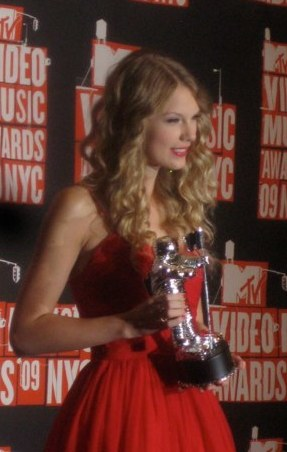
Свіфт на MTV Video Music Awards у 2009.

Свіфт написала 25 пісень і на початку 2010 року почала підбирати ті, які б найбільше підійшли до цього альбому. Щоб бути впевненою, що альбом буде цілісним, співачка зіграла пісні своїй родині, друзям і продюсеру Натану Чепмену, який вже раніше працював з Тейлор над її однойменним дебютним альбомом у 2006 році.
Свіфт обрала Enchanted як робочу назву для альбому, але виконавчий директор Big Machine Records Скотт Борчетта порекомендував їй обрати іншу назву, вважаючи Enchanted непридатною для нової дорослої перспективи альбому. Тейлор зупинилася на назві Speak Now, сказавши, що саме вона найкраще відображає зміст альбому та його суть: «Я думаю, що це така метафора, той момент, коли майже надто пізно, і ти повинен або сказати, що ти відчуваєш, або замовкнути назавжди».

## Композиція

### Продакшн
Свіфт записала велику частину Speak Now з Чепменом у його студії Pain in the Art Studio в Нашвіллі. Хоча комерційний успіх Fearless дозволив їй залучити більшу групу продюсерів, вона працювала суто з Чепменом. Процес запису почався з демо; Тейлор записувала вокал і грала на гітарі, а її продюсер займався фоновим вокалом і грав на інших інструментах. Після організації демо-записів Свіфт і Чепмен звернулися до звукорежисерів та інших музикантів, щоб покращити деякі елементи.
Перший трек, який Чепмен продюсував разом зі Свіфт для Speak Now — це «Mine», який вони записували протягом п'яти годин. Значна частина роботи Натана Чепмена для Speak Now є ідентичною до Fearless; він програмував барабани за допомогою програмного забезпечення, додавав електрогітари до аранжувань та записував вокал Свіфт. Він також попросив інших музикантів, переважно з Нашвілла, замінити його запрограмовані барабани живою грою та додати акустичні інструменти, такі як скрипка.

### Музика
Speak Now називають кантрі-поп альбомом, схожим до Fearless, але із більшою кількістю елементів поп-музики. Критики обговорювали жанр альбому. Entertainment Weekly класифікував альбом як поп і прокоментував, що єдиними елементами кантрі є його «невеликі нотки банджо та витончений дзвін». Відповідно до BBC Music, Speak Now нагадує поп-рок, а Енн Пауерс у рецензії для Los Angeles Times визнала, що альбом межує з альтернативним роком і баблгам-попом.

## Реліз й просування
3 серпня 2010 року Big Machine Records випустив лід-сингл «Mine» на кантрі-радіо США та на сайтах цифрового завантаження. Прем'єра кліпу на пісню відбулася на CMT 27 серпня 2010 року. Сингл посів третє місце в US Billboard Hot 100 і отримав тричі платиновий статус Асоціації звукозаписної індустрії Америки (RIAA).
18 серпня Свіфт випустила обкладинку альбому, на якій вона крутиться в темно-фіолетовій сукні із кучерявим волоссям і червоною помадою. 15 вересня співачка анонсувала ексклюзивне делюкс видання для Target, обкладинка якого ідентична обкладинці стандартного видання, але сукня червона, а не фіолетова.
Починаючи з 4 жовтня 2010 року, Тейлор випускала один трек з Speak Now щотижня в iTunes Store як частину тритижневої кампанії зворотного відліку; титульний однойменний трек вийшов 5 жовтня, потім «Back to December» 12 жовтня та «Mean» 19 жовтня. Big Machine Records випустили стандартне та делюкс видання Speak Now 25 жовтня 2010 року. Ексклюзивне видання Target CD+DVD містить 14 пісень стандарту; бонус-треки «Ours», «If This Was a Movie» і «Superman», акустичні версії «Back to December» і «Haunted», поп-мікс «Mine», 30-хвилинне відео процесу його запису і кліп на цю пісню. Делюкс видання вийшло для інших роздрібних продавців 17 січня 2012 року. Щоб збільшити продажі альбому, Свіфт співпрацювала із Starbucks, Sony Electronics, Walmart, а також з Jakks Pacific. У жовтні 2011 року виконавиця у партнерстві з Elizabeth Arden, Inc. випустила свій бренд ароматів «Wonderstruck», назва якого цитує текст пісні «Enchanted».

Для подальшого просування Speak Now Свіфт з'являлася на обкладинках журналів і давала інтерв'ю для преси.

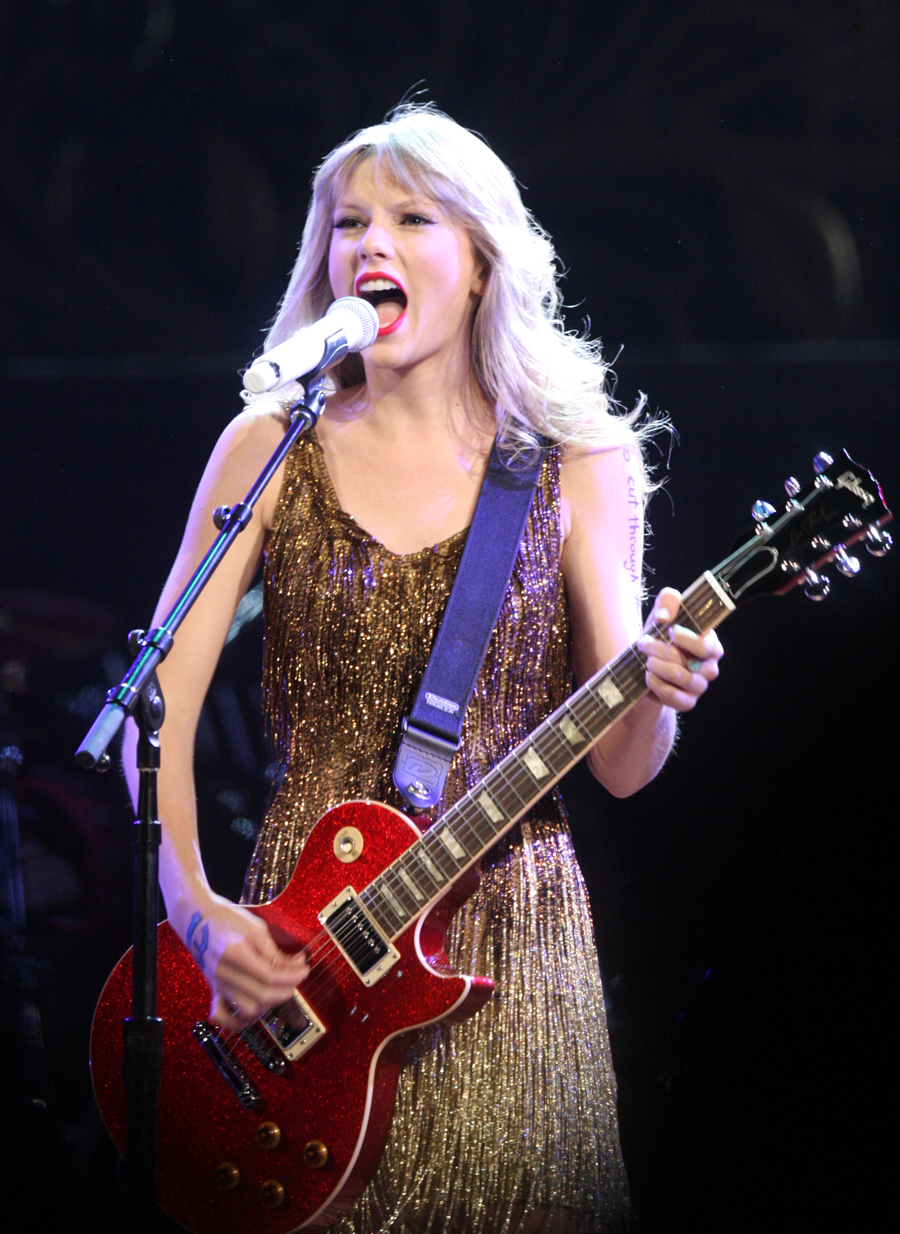
Тейлор під час Speak Now World Tour в 2012 році.

### Тур
23 листопада 2010 року Свіфт оголосила про світовий тур Speak Now, який розпочався в Сінгапурі 9 лютого 2011 року. Під час туру співачка відвідала Азію та Європу перед тим, як північноамериканський етап розпочався в Омасі, штат Небраска, 27 травня 2011 року.
Протягом двох днів після оголошення про майбутній тур, було продано 625 000 квитків.
10 серпня 2011 року Свіфт випустила кліп на пісню «Sparks Fly», який включає кадри з туру. 21 листопада 2011 року вона випустила альбом Speak Now World Tour — Live. У грудні 2011 року Свіфт оголосила про продовження туру що відбудеться в Австралії та Новій Зеландії. 18 березня 2012 року світовий тур Speak Now завершився. Він охопив 110 шоу, 18 країн і зібрав 123,7 мільйона доларів.

## Комерційне сприйняття
За тиждень, що закінчився 13 листопада 2010 року, альбом дебютував під номером один в американському чарті Billboard 200, продавши за перший тиждень 1 047 000 копій. Він став найвищим тижневим результатом для кантрі-виконавців і став першим альбомом після The Carter III (2008) співака Lil Wayne, який розійшовся тиражем понад один мільйон копій за перший тиждень випуску.
Під час першого тижня 11 із 14 треків стандартного видання альбому потрапили до Billboard Hot 100, що зробило Свіфт першою жінкою-виконавцем, яка має 11 пісень у Hot 100 одночасно. Альбом провів шість тижнів поспіль на вершині Billboard 200.
Speak Now став третім найпродаванішим альбомом 2010 року в США з продажами у 2 960 000 копій. До жовтня 2020 року в США було продано 4 710 000 копій. RIAA сертифікувала альбом шість разів платиновим.

## Список пісень
Автор музики і слів Тейлор Свіфт. 
| #     | Назва                 | Тривалість |
| ----- | --------------------- | ---------- |
| 1.    | «Mine»                | 3:50       |
| 2.    | «Sparks Fly»          | 4:22       |
| 3.    | «Back to December»    | 4:53       |
| 4.    | «Speak Now»           | 4:00       |
| 5.    | «Dear John»           | 6:43       |
| 6.    | «Mean»                | 3:57       |
| 7.    | «The Story of Us»     | 4:27       |
| 8.    | «Never Grow Up»       | 4:50       |
| 9.    | «Enchanted»           | 5:52       |
| 10.   | «Better than Revenge» | 3:37       |
| 11.   | «Innocent»            | 5:02       |
| 12.   | «Haunted»             | 4:02       |
| 13.   | «Last Kiss»           | 6:07       |
| 14.   | «Long Live»           | 5:17       |
| 67:29 |                       |            |

## Чарти
| Чарт (2010)                       | Місце |
| --------------------------------- | ----- |
| Australian Albums Chart           | 1     |
| Australian Country Chart          | 1     |
| Austrian Albums Chart             | 16    |
| Belgian Albums Chart (Фландрія)   | 18    |
| Belgian Albums Chart (Валлонія)   | 45    |
| Canadian Albums Chart             | 1     |
| Danish Albums Chart               | 26    |
| Dutch Albums Chart                | 17    |
| French Albums Chart               | 39    |
| German Albums Chart               | 15    |
| Greek Albums Chart                | 17    |
| Irish Albums Chart                | 6     |
| Italy Albums Chart                | 18    |
| Mexican Albums Chart              | 8     |
| New Zealand Albums Chart          | 1     |
| Norwegian Albums Chart            | 4     |
| Spanish Album Chart               | 10    |
| Swedish Albums Chart              | 18    |
| Swiss Albums Chart                | 17    |
| Taiwanese Albums Chart            | 1     |
| UK Albums Chart                   | 6     |
| U.S. Billboard 200                | 1     |
| U.S. Billboard Top Country Albums | 1     |

## Сертифікація
| Країна                | Сертифікація (таблиця продажів та сертифікатів) |
| --------------------- | ----------------------------------------------- |
| Австралія (ARIA)      | 3× Платина                                      |
| Канада (CRIA)         | 3× Платина                                      |
| Бразилія (ABPD)       | Золото                                          |
| Ірландія (IRMA)       | Золото                                          |
| Японія (RIAJ)         | Золото                                          |
| Нова Зеландія (RIANZ) | Платина                                         |
| Філіппіни (PARI)      | Платина                                         |
| Велика Британія (BPI) | Золото                                          |
| США (RIAA)            | 4× Платина                                      |